# Ejército occidental (Rusia)
El Ejército Occidental fue creado el 15 de noviembre de 1918 por la República Socialista Federativa Soviética de Rusia, con el objetivo de moverse hacia el Oeste, siguiendo a las fuerzas Alemanas, para establecer gobiernos soviéticos en Bielorrusia y Ucrania. También fue conocido como el 16.º ejército. El avance del Ejército Occidental conduciría a la guerra polaco-soviética de 1919-1920.

## Historia
Después del Tratado de Brest-Litovsk la línea fronteriza recién establecida Germano-Rusa, estaba controlada desde el lado ruso por las llamadas Tropas del Telón de la Sección Occidental, o simplemente el Telón Occidental. El telón era un escaso y heterogéneo conjunto de destacamentos. Su comandante era Vladimir Egoryev, (su rango oficial era de "líder militar", ya que era un antiguo general zarista). El Telón Occidental cubría unos 800 kilómetros, a lo largo de la línea Nevel-Poltsk-Senno-Orsha-Mogilev-Zhlobin-Gómel-Novy Oskol. Al final el Telón Occidental se reorganizó en 7 destacamentos principales con un personal de unos 20.000 hombres. Este número estaba muy lejos de llegar a ser suficiente en caso de una batalla. Más aún, parte del personal fue trasladado a otros lugares conflictivos de la guerra civil rusa.
Finalmente el reclutamiento en el Ejército Rojo, permitió reorganizar los destacamentos del "Telón" en divisiones regulares, y el "Telón" fue reorganizado en la Región de Defensa Occidental. Fue creada por la orden # 3/2 de 11 de septiembre de 1918 del Consejo Militar Revolucionario. La región se extendía desde Petrogrado al borde Occidental del Frente Sur, al mando del Comandante Andrey Snesarev.
Poco después de anularse el Tratado de Brest-Litovsk por el lado soviético, la Región de Defensa Occidental se transformó en el Ejército Occidental (15 de noviembre de 1918), con base en Smolensk. Estaba compuesto por: La División de Infantería Lituana de Pskow, la 17.ª División de Fusileros de Witebsk, la División de Fusileros "Occidental", y unidades agrupadas del área 2 de la Defensa del Frente. Acabando 1918 la fuerza del Ejército Occidental (16.º) era de unos 19.000 hombres, con poca artillería o caballería (8 cañones y 261 caballos en total). A los pocos meses el Ejército creció a una fuerza de 46.000 hombres. En este período el Alto Mando Soviético lo consideraba uno de sus ejércitos menos importantes.
Inmediatamente después de su formación, el 17 de noviembre de 1918, el Ejército Occidental comenzó un avance pacífico, en pos de las fuerzas Alemanas en retirada, en dirección a Bielorrusia y Ucrania. La Operación hacia el Oeste tenía como objetivo el tomar el control del territorio abandonado por el Ejército Alemán del Este, que se retiraba del teatro de operaciones Ober-Ost. Más tarde, el Ejército Occidental Soviético tuvo varios encuentros con grupos de defensa y de la milicia en Bielorrusia, Lituania, Polonia y Ucrania. Entre varias pequeñas batallas, la más importante sería la Batalla de Bereza Kartuska el 14 de febrero de 1919, que marcaría el comienzo inintencionado de lo que llegaría a ser, en los meses siguientes, quizás la guerra más importante del período de entreguerras - la guerra polaco-soviética.
- Datos: Q2574892